# Морозов, Иван Максимович
Ива́н Макси́мович Моро́зов (1892, с. Рахинка, Царевский уезд, Астраханская губерния, Российская империя — 1948) — советский государственный деятель, председатель Уссурийского облисполкома (1934—1936).

## Биография
Член РСДРП(б) с апреля 1917 г. В 1929 г. окончил Курсы марксизма-ленинизма при Коммунистической академии.
- 1911—1918 гг. — в почтово-телеграфной конторе (Царицын),
- март-сентябрь 1918 г. — начальник почтово-телеграфной конторы (с. Рахинка Астраханской губернии),
- 1918 г. — в партизанском движении (Уфимская губерния),
- 1918—1919 гг. — председатель ЧК в Уфимской губернии,
- январь-июнь 1919 г. — начальник особого отдела ВЧК 13-й армии,
- 1919—1920 гг. — начальник политического отдела запасных частей 13-й армии,
- 1920—1921 гг. — начальник особого отдела Царицынской губернской ЧК,
- февраль-июнь 1921 г. — начальник Царицынской губернской рабоче-крестьянской милиции,
- 1921—1922 гг. — председатель исполнительного комитета Царицынского губернского Совета,
- 1922—1924 гг. — председатель исполнительного комитета Череповецкого губернского Совета,
- 1924—1927 гг. — председатель исполнительного комитета Новгородского губернского Совета,
- 1929—1930 гг. — заведующий организационным отделом ВЦИК,
- 1930—1931 гг. — уполномоченный Уральского областного отдела снабжения,
- 1931—1933 гг. — управляющий кондитерским объединением (Москва),
- 1933—1934 гг. — уполномоченный Центральной государственной комиссии при СНК СССР по определению урожайности (Хабаровск),
- 1934—1936 гг. — председатель Организационного комитета Исполнительного комитета Дальне-Восточного краевого Совета по Уссурийской области, председатель Исполнительного комитета Уссурийского областного Совета.

В июне 1936 г. был назначен председателем исполнительного комитета Куйбышевского районного Совета г. Омска.